# أونوريه جاكسون
أونوريه جاكسون هو صحفي وسياسي كندي، ولد في 13 مايو 1861 في كندا، وتوفي في 10 يناير 1952 في نيويورك في الولايات المتحدة.